# ريتشارد لين (قاضي)
ريتشارد لين (بالإنجليزية: Richard Linn)‏ هو قاضي أمريكي، ولد في 13 أبريل 1944 في بروكلين في الولايات المتحدة.

## وصلات خارجية
- ريتشارد لين على موقع إن إن دي بي (الإنجليزية)